# Seltz
Seltz (en alsacià Selz) és un municipi francès, situat a la regió del Gran Est, al departament del Baix Rin. L'any 1999 tenia 2.985 habitants.
Forma part del cantó de Wissembourg, del districte de Haguenau-Wissembourg i de la Comunitat de comunes de la Plana del Rin

## Demografia
| 1962  | 1968  | 1975  | 1982  | 1990  | 1999  |
| ----- | ----- | ----- | ----- | ----- | ----- |
| 2.137 | 2.373 | 2.570 | 2.637 | 2.584 | 2.985 |

## Administració
| Període   | Identitat              | Partit |
| --------- | ---------------------- | ------ |
| 1945-1977 | Aimé Schneider         |        |
| 1971-1977 | Marcel Schmitt         |        |
| 1977-1995 | Gérard Wollenschlaeger |        |
| 1995-     | Hugues Kraemer         |        |